# Incorporação imobiliária

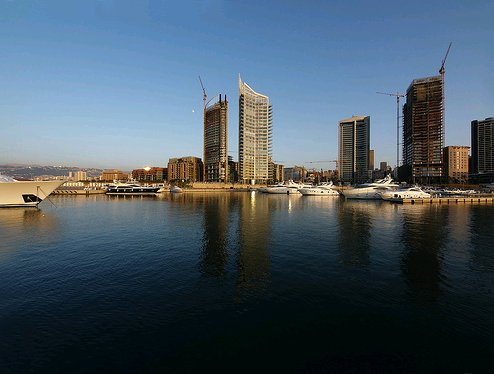
O Solidere desenvolvedor do mar de Beirute

Incorporação imobiliária, no direito brasileiro, é nome dado para o conjunto de atividades exercidas com a finalidade de construir ou promover a construção de edificações ou conjunto de edificações,  bem como a sua comercialização, total ou parcial, compostas de unidades autônomas que, em seu conjunto, formam um condomínio.
Disciplinada pela  Lei nº 4.591 de 16 de dezembro de 1964, será incorporador toda pessoa (quer física, quer jurídica) que de alguma forma se responsabilize pela entrega, dentro de prazo, preço e condições determinadas, as obras concluídas. Ainda é considerado incorporador aquele que contrate a construção de prédios para a constituição de condomínios.

## Afetação
Pelo sistema vigente, o incorporador pode adotar o chamado regime de afetação. Por este sistema, o bem que está sendo incorporado será afastado dos bens (patrimônio) do incorporador. Isto permite, por exemplo, que as dívidas do incorporador não poderão atingir o empreendimento, oferecendo deste modo uma garantia aos adquirentes do condomínio de que não perderão o bem que estão adquirindo durante o curso do negócio, da construção, etc.
Para ter efeito a afetação necessita ser registrada no Cartório de Registro de Imóveis.